# 贺延光
贺延光（1951年—），男，陕西渭南人，中国摄影记者，第一届全国中青年德艺双馨文艺工作者。

## 外部連結
- 贺延光的新浪微博